# Peider Lansel
Peider Lansel (Pisa, 1863 - Sent, 1943) fue un escritor en lengua retorrománica, y una de las principales figuras de la literatura retorrománica. Nació en Italia, pero su familia era originaria de Sent (Grisones), de donde emigraron para dedicarse al comercio. 
Fue uno de los fundadores de Lia Rumantscha/Ligia Romontscha, sociedad para desarrollar el cultivo de la lengua retorrománica y pedir autonomía política para los pueblos réticos. Trabajó arduamente por la renovación de la lengua retorrománica, en la cual escribió varias compilaciones de poemas: La cullana de ambras (1912), Il vegl chalamêr (El viejo tintero, 1929), La funtana chi staina (1936), Fanzögnas (1939), Versiuns veglias e nouvas (1940). También publicó una serie de antologías e hizo compilaciones de canciones populares, así como los artículos periodísticos Ni Italianos, ni Tudais-chs, Rumantschs vulains restar (1913 y 1917) e Ils Retorumantschs (1936).